# Bund Deutscher Pioniere
Der Bund deutscher Pioniere e.V. (BdPi) ist ein freier Zusammenschluss von aktiven und ehemaligen Pionieren, Pionierkameradschaften, Pioniervereinigungen und Traditionsverbänden in Deutschland.

## Geschichte
Der Bund Deutscher Pioniere wurde am 25. Juli 1925 in Berlin als Waffenring Deutscher Pioniere (WdPi) gegründet. Er wurde 1938 von Adolf Hitler verboten und am 19. Juni 1938 aufgelöst.
Im August 1951 wurde er auf Initiative des Generals der Pioniere a. D. Otto Tiemann wieder neu belebt. 2002 erfolgte die Umbenennung in Bund deutscher Pioniere. Das erste Bundestreffen Deutscher Pioniere fand am 2. bis 4. August 1952 in Holzminden statt.

## Mitgliedschaft
Mitglieder sind bzw. können sein:
- Angehörige ehemaliger oder aktiver deutscher Pioniertruppenteile
- Pionierkameradschaften
- Pioniertraditionsverbände
- Personen, Verbände, Vereine, Unternehmen
- andere Pioniervereinigungen

## Ziele
Der Verein gibt an, dass er sich zum freiheitlich-demokratischen Rechtsstaat bekenne und in seiner Traditionspflege den Traditionserlass der Bundeswehr beachte. Er verfolge überparteiliche und gemeinnützige Ziele.
In seiner Satzung verankerte vorrangige Ziele sind:
- den Korpsgeist unter den Pionieren zu fördern
- die aktiven Pioniertruppenteile der Bundeswehr und die Reservistenarbeit zu fördern
- für Tradition und Kameradschaft auch unter den Generationen einzutreten und
- die Völkerverständigung zu fördern.

## Kontroverse
Der Verein erfuhr in den späten 2000er Jahren einige Kritik, da auch ehemalige SS-Soldaten Mitglieder oder sogar Ehrenmitglieder waren. Der damalige Verteidigungsminister Franz Josef Jung gab daraufhin im April 2009 seine Ehrenmitgliedschaft im BdPi auf.

## Auszeichnungen
Der BdPi vergibt jährlich drei Preise:
- Der General-von-Mudra-Preis, benannt nach dem ehemaligen General Bruno von Mudra, wird seit 1983 an den Jahrgangsbesten der Offizierausbildung der Pioniertruppe verliehen.
- Der Prinz-Eugen-Preis, benannt nach Eugen von Savoyen, wird an den Lehrgangsbesten des Bautechnikerlehrgangs an der Fachschule des Heeres für Bautechnik verliehen.
- Der Oberst a. D.-Daase-Preis wird an den Jahrgangsbesten der Feldwebelausbildung der Luftwaffenpioniere vergeben.